# Siccia modesta
Siccia modesta là một loài bướm đêm thuộc phân họ Arctiinae, họ Erebidae.